# Iran op de Olympische Zomerspelen 2012
Iran nam deel aan de Olympische Zomerspelen 2012 in Londen, Verenigd Koninkrijk.

## Medailleoverzicht
| Sport         | Olympiër(s)              | Onderdeel                | Medaille |
| ------------- | ------------------------ | ------------------------ | -------- |
| Gewichtheffen | Behdad Salimi            | -94kg (m)                | Goud     |
| Gewichtheffen | Saeid Mohammadpour       | -105kg (m)               | Goud     |
| Gewichtheffen | Navab Nassirshalal       | +105kg (m)               | Goud     |
| Worstelen     | Hamid Sourian            | -55kg Grieks-Romeins (m) | Goud     |
| Worstelen     | Omid Norouzi             | -60kg Grieks-Romeins (m) | Goud     |
| Worstelen     | Ghasem Rezaei            | -96kg Grieks-Romeins (m) | Goud     |
| Worstelen     | Komeil Ghasemi           | -120kg vrije stijl (m)   | Goud     |
| Atletiek      | Ehsan Hadadi             | discuswerpen (m)         | Zilver   |
| Gewichtheffen | Kianoush Rostami         | -85kg (m)                | Zilver   |
| Gewichtheffen | Sajjad Anoushiravani     | +105kg (m)               | Zilver   |
| Taekwondo     | Mohammad Bagheri Motamed | -68kg (m)                | Zilver   |
| Worstelen     | Sadegh Goudarzi          | -74kg vrije stijl (m)    | Zilver   |
| Worstelen     | Ehsan Lashgari           | -84kg vrije stijl (m)    | Brons    |

## Deelnemers en resultaten
(m) = mannen, (v) = vrouwen
Het overzicht van de deelnemers en hun resultaten volgt.

### Atletiek
| Olympiër          | Onderdeel             | Resultaat | Prestatie                                                   |
| ----------------- | --------------------- | --------- | ----------------------------------------------------------- |
| Reza Ghasemi      | 100m (m)              | 34e       | voorronde: vrij serie 4: 4de in 10,31                       |
| Sajjad Hashemi    | 400m (m)              | 43e       | serie 6: 6de in 47,75                                       |
| Sajjad Moradi     | 800m (m)              | DSQ       | serie 5: 2de in 1.48,23 halve finale 1: gediskwalificeerd   |
| Rouhollah Askari  | 110m horden (m)       | 41e       | serie 2: 7de in 13,97                                       |
| Ebrahim Rahimian  | 20km snelwandelen (m) | DNF       | niet gefinisht                                              |
| Mohammad Arzandeh | verspringen (m)       | 17e       | kwalificatie groep A: 11de met 7,84m                        |
| Amin Nikfar       | kogelstoten (m)       | 33e       | kwalificatie groep B: 15de met 18,62m                       |
| Ehsan Hadadi      | discuswerpen (m)      | Zilver    | kwalificatie groep A: 2de met 65,19m finale: 2de met 68,18m |
| Kaveh Mousavi     | kogelslingeren (m)    | 22e       | kwalificatie groep B: 10de met 72,70m                       |
|                   |                       |           |                                                             |
| Leila Rajabi      | kogelstoten (v)       | 22e       | kwalificatie groep A: 9de met 17,55m                        |

### Boksen
| Olympiër         | Onderdeel | Resultaat | Prestatie |
| ---------------- | --------- | --------- | --- |
| Mehdi Tolouti    | -64kg (m) | 9e        | 1ste ronde: W van ESP Alonso: 16-12 2de ronde: V van KAZ Jeleoessinov: 10-19                                        |
| Amin Ghasemipour | -69kg (m) | 16e       | 1ste ronde: V van VEN Maestre: 8-13                                                                                 |
| Ehsan Rouzbahani | -81kg (m) | 5e        | 1ste ronde: W van COL Varela: 12-10 2de ronde: W van TUR Muzaffer: 18-12 kwartfinale: V van KAZ Niyazymbetov: 10-13 |
| Ali Mazaheri     | -91kg (m) | 8e        | 1ste ronde: V van CUB Larduet: gediskwalificeerd                                                                    |

### Boogschieten
| Olympiër      | Onderdeel       | Resultaat | Prestatie                                                               |
| ------------- | --------------- | --------- | ----------------------------------------------------------------------- |
| Milad Vaziri  | individueel (m) | 33e       | plaatsingsronde: 39ste met 662 punten 1ste ronde: V van MEX Vélez: 1-7  |
|               |                 |           |                                                                         |
| Zahra Dehghan | individueel (v) | 33e       | plaatsingsronde: 55ste met 614 punten 1ste ronde: V van MEX Avitia: 2-6 |

### Gewichtheffen
| Olympiër             | Onderdeel  | Resultaat | Prestatie                                                    |
| -------------------- | ---------- | --------- | ------------------------------------------------------------ |
| Sohrab Moradi        | -85kg (m)  | DNF       | trekken: geen geldige poging                                 |
| Kianoush Rostami     | -85kg (m)  | Zilver    | trekken: 4de met 171kg stoten: 3de met 209kg totaal: 380kg   |
| Saeid Mohammadpour   | -94kg (m)  | Goud      | trekken: 3de met 183kg stoten: 6de met 219kg totaal: 402kg   |
| Navab Nassirshalal   | -105kg (m) | Goud      | trekken: 5de met 184kg stoten: 1ste met 227kg totaal: 411kg  |
| Sajjad Anoushiravani | +105kg (m) | Zilver    | trekken: 3de met 204kg stoten: 2de met 245kg totaal: 449kg   |
| Behdad Salimi        | +105kg (m) | Goud      | trekken: 1ste met 208kg stoten: 1ste met 247kg totaal: 455kg |

### Judo
| Olympiër              | Onderdeel  | Resultaat | Prestatie                              |
| --------------------- | ---------- | --------- | -------------------------------------- |
| Mohammad Reza Roudaki | +100kg (m) | 17e       | 1ste ronde: V van MAR Malki: walk-over |

### Kanovaren
| Olympiër            | Onderdeel     | Resultaat | Prestatie                |
| ------------------- | ------------- | --------- | ------------------------ |
| Ahmad Reza Talebian | K-1 1000m (m) | 18e       | serie 2: 6de in 3.39,504 |
|                     |               |           |                          |
| Arezoo Hakimi       | K-1 200m (v)  | 26e       | serie 2: 7de in 44,576   |
| Arezoo Hakimi       | K-1 500m (v)  | 25e       | serie 1: 7de in 1.58,598 |

### Roeien
| Olympiër       | Onderdeel | Resultaat | Prestatie |
| -------------- | --------- | --------- | --- |
| Mohsen Shadi   | skiff (m) | 22e       | serie 1: 6de in 7.27,42 herkansingen: 2de in 7.11,55 kwartfinale 4: 6de in 7.32,72 halve finale C/D: 6de in 8.20,29 finale D: 4de in 7.31,42 |
|                |           |           | |
| Soulmaz Abbasi | skiff (v) | 24e       | serie 1: 6de in 8.17,46 herkansingen: 2de in 8.05,99 kwartfinale 1: 6de in 8.27,28 halve finale C/D: 6de in 8.30,74 finale D: 6de in 8.57,98 |

### Schermen
| Olympiër        | Onderdeel | Resultaat | Prestatie                           |
| --------------- | --------- | --------- | ----------------------------------- |
| Mojtaba Abedini | sabel (m) | 33e       | 1ste ronde: V van ROU Zalomir: 7-15 |

### Schietsport
| Olympiër            | Onderdeel                  | Resultaat | Prestatie                                                                    |
| ------------------- | -------------------------- | --------- | ---------------------------------------------------------------------------- |
| Ebrahim Barkhordari | 50m pistool (m)            | 27e       | kwalificatie: 27ste met 552 punten (95-89-91-94-91-92)                       |
| Ebrahim Barkhordari | 10m luchtpistool (m)       | 33e       | kwalificatie: 33ste met 569 punten (95-93-96-96-98-91)                       |
|                     |                            |           |                                                                              |
| Elaheh Ahmadi       | 10m luchtgeweer (v)        | 6e        | kwalificatie: 5de met 397 punten (99-99-100-99) finale: 6de met 499,1 punten |
| Mahlagha Jambozorg  | 10m luchtgeweer (v)        | 43e       | kwalificatie: 43ste met 391 punten (97-99-98-97)                             |
| Elaheh Ahmadi       | 50m geweer 3 houdingen (v) | 43e       | kwalificatie: 43ste met 567 punten (193-187-187)                             |
| Mahlagha Jambozorg  | 50m geweer 3 houdingen (v) | 14e       | kwalificatie: 14de met 581 punten (198-190-193)                              |

### Taekwondo
| Olympiër                 | Onderdeel | Resultaat | Prestatie |
| ------------------------ | --------- | --------- | --- |
| Mohammad Bagheri Motamed | -68kg (m) | Zilver    | 1ste ronde: W van CAF Boui: 7-2 kwartfinale: W van AFG Nikpai: 5-4 halve finale: W van BRA Silva: 5-5 finale: V van TUR Tazegül: 5-6 |
| Yousef Karami            | -80kg (m) | 7e        | 1ste ronde: V van ESP Garcia: 2-8 herkansingen: V van GBR Muhammad: 7-11                                                             |
|                          |           |           | |
| Sousan Hajipour          | -67kg (v) | 13e       | 1ste ronde: V van AUS Marton: 4-5 |

### Tafeltennis
| Olympiër        | Onderdeel     | Resultaat | Prestatie |
| --------------- | ------------- | --------- | --- |
| Noshad Alamian  | enkelspel (m) | 17e       | voorronde: vrij 1ste ronde: W van AUS Han 4-0 (11-5, 11-7, 11-7, 13-11) 2de ronde: W van HKG Tang: 4-3 (11-8, 11-5, 7-11, 11-9, 8-11, 5-11, 12-10) 3de ronde: V van GER Boll: 0-4 (8-11, 5-11, 10-12, 10-12) |
|                 |               |           | |
| Neda Shahsavari | enkelspel (v) | 60e       | kwalificatie: V van NGR Oshonaike: 3-4 (13-11, 8-11, 8-11, 11-9, 4-11, 11-5, 3-11) |

### Wielersport
| Olympiër      | Onderdeel         | Resultaat | Prestatie      |
| Weg           | Weg               | Weg       | Weg            |
| ------------- | ----------------- | --------- | -------------- |
| Alireza Haghi | tijdrit (m)       | 37e       | 57.41,44       |
| Alireza Haghi | wwegwedstrijd (m) | DNF       | niet gefinisht |
| Mehdi Sohrabi | wwegwedstrijd (m) | -         | buiten tijd    |
| Amir Zargari  | wwegwedstrijd (m) | DNF       | niet gefinisht |

### Worstelen
| Olympiër            | Onderdeel   | Resultaat   | Prestatie |
| Vrije stijl         | Vrije stijl | Vrije stijl | Vrije stijl |
| ------------------- | ----------- | ----------- | --- |
| Hassan Rahimi       | -55kg (m)   | 8e          | kwalificatie: W van MGL Naranbaatar: 3-0 2de ronde: V van IND Kumar: 1-3 |
| Masoud Esmaeilpour  | -60kg (m)   | 7e          | kwalificatie: W van MEX Torres: 3-0 1ste ronde: W van KAZ Zhumagaziyev: 3-1 kwartfinale: V van RUS Kudukhov: 1-3 herkansingen: V van IND Dutt: 1-3                                                 |
| Mehdi Taghavi       | -66kg (m)   | 14e         | kwalificatie: V van CUB Lopez: 1-3 |
| Sadegh Goudarzi     | -74kg (m)   | Zilver      | kwalificatie: vrij 1ste ronde: W van BUL Terziev: 3-0 kwartfinale: W van UZB Tigiev: 3-0 halve finale: W van HUN Hatos: 3-0 finale: V van USA Burroughs: 0-3                                       |
| Ehsan Lashgari      | -84kg (m)   | Brons       | kwalificatie: W van KAZ Baiduashov: 3-0 1ste ronde: W van ARM Nurmagomedov: 5-0 kwartfinale: W van RUS Urishev: 3-0 halve finale: V van AZE Sharifov: 1-3 bronzen finale: W van TUR Bölükbaşı: 3-0 |
| Reza Yazdani        | -96kg (m)   | 5e          | kwalificatie: vrij 1ste ronde: W van RUS Gadisov: 3-1 kwartfinale: W van KGZ Musaev: 3-0 halve finale: V van UKR Andriitsev: 0-5 bronzen finale: V van AZE Gazyumov: walk-over                     |
| Komeil Ghasemi      | -120kg (m)  | Goud        | kwalificatie: vrij 1ste ronde: W van CAN Bhullar: 3-0 kwartfinale: V van UZB Taymazov: 0-3 herkansingen: W van GER Matuhin: 3-0 bronzen finale: W van USA Dlagenev: 3-0                            |
| Grieks-Romeins      |             |             | |
| Hamid Sourian       | -55kg (m)   | Goud        | kwalificatie: vrij 1ste ronde: W van KGZ Eraliev: 3-1 kwartfinale: W van HUN Módos: 3-0 halve finale: W van DEN Nyblom: 3-0 finale: W van AZE Bayramov: 3-0                                        |
| Omid Norouzi        | -60kg (m)   | Goud        | kwalificatie: W van CHN Sheng: 3-1 1ste ronde: W van BUL Angelov: 3-0 kwartfinale: W van KAZ Kebispayev: 3-0 halve finale: W van JPN Matsumoto: 3-0 finale: W van GEO Lashkhi: 3-0                 |
| Saeid Abdevali      | -66kg (m)   | 11e         | kwalificatie: vrij 1ste ronde: W van TUR Yüksel: 3-0 kwartfinale: V van FRA Guénot: 0-3 |
| Habibollah Akhlaghi | -84kg (m)   | 13e         | kwalificatie: V van CUB Shorey: 1-3 |
| Ghasem Rezaei       | -96kg (m)   | Goud        | kwalificatie: vrij 1ste ronde: W van TUR Ildem: 3-1 kwartfinale: W van ARM Aleksanjan: 3-0 halve finale: W van CUB Estrada: 3-0 finale: W van RUS Totrov: 3-0                                      |
| Bashir Babajanzadeh | -120kg (m)  | 7e          | kwalificatie: W van IRQ Nadhim: 3-0 1ste ronde: W van ARM Patrikeyev: 3-1 kwartfinale: V van SWE Eurén: 0-3                                                                                        |

### Zwemmen
| Olympiër          | Onderdeel           | Resultaat | Prestatie             |
| ----------------- | ------------------- | --------- | --------------------- |
| Mohammad Bidarian | 100m vrije slag (m) | 42e       | serie 3: 6de in 52,93 |

Afghanistan · Albanië · Algerije · Amerikaanse Maagdeneilanden · Amerikaans-Samoa · Andorra · Angola · Antigua en Barbuda · Argentinië · Armenië · Aruba · Australië · Azerbeidzjan · Bahama's · Bahrein · Bangladesh · Barbados · België · Belize · Benin · Bermuda · Bhutan · Bolivia · Bosnië en Herzegovina · Botswana · Brazilië · Britse Maagdeneilanden · Brunei · Bulgarije · Burkina Faso · Burundi · Cambodja · Canada · Centraal-Afrikaanse Republiek · Chili · China · Chinees Taipei · Colombia · Comoren · Congo-Brazzaville · Congo-Kinshasa · Cookeilanden · Costa Rica · Cuba · Cyprus · Denemarken · Djibouti · Dominica · Dominicaanse Republiek · Duitsland · Ecuador · Egypte · El Salvador · Equatoriaal-Guinea · Eritrea · Estland · Ethiopië · Fiji · Filipijnen · Finland · Frankrijk · Gabon · Gambia · Georgië · Ghana · Grenada · Griekenland · Groot-Brittannië · Guam · Guatemala · Guinee · Guinee‑Bissau · Guyana · Haïti · Honduras · Hongarije · Hongkong · Ierland · IJsland · India · Indonesië · Irak · Iran · Israël · Italië · Ivoorkust · Jamaica · Japan · Jemen · Jordanië · Kaaimaneilanden · Kaapverdië · Kameroen · Kazachstan · Kenia · Kirgizië · Kiribati · Koeweit · Kroatië · Laos · Lesotho · Letland · Libanon · Liberia · Libië · Liechtenstein · Litouwen · Luxemburg · Macedonië · Madagaskar · Malawi · Maldiven · Maleisië · Mali · Malta · Marshalleilanden · Marokko · Mauritanië · Mauritius · Mexico · Micronesië · Moldavië · Monaco · Mongolië · Montenegro · Mozambique · Myanmar · Namibië · Nauru · Nederland · Nepal · Nicaragua · Nieuw-Zeeland · Niger · Nigeria · Noord-Korea · Noorwegen · Oeganda · Oekraïne · Oezbekistan · Oman · Oostenrijk · Oost-Timor · Pakistan · Palau · Palestina · Panama · Papoea-Nieuw-Guinea · Paraguay · Peru · Polen · Portugal · Puerto Rico · Qatar · Roemenië · Rusland · Rwanda · Saint Kitts en Nevis · Saint Lucia · Saint Vincent en Grenadines · Salomonseilanden · Samoa · San Marino · Sao Tomé en Principe · Saoedi-Arabië · Senegal · Servië · Seychellen · Sierra Leone · Singapore · Slovenië · Slowakije · Soedan · Somalië · Spanje · Sri Lanka · Suriname · Swaziland · Syrië · Tadzjikistan · Tanzania · Thailand · Togo · Tonga · Trinidad en Tobago · Tsjaad · Tsjechië · Tunesië · Turkije · Turkmenistan · Tuvalu · Uruguay · Vanuatu · Venezuela · Verenigde Arabische Emiraten · Verenigde Staten · Vietnam · Wit-Rusland · Zambia · Zimbabwe · Zuid-Afrika · Zuid-Korea · Zweden · Zwitserland · Onafhankelijke atleten